# 公社號潛艇救援船
公社號潛艇救援船（羅馬化：Kommuna），1912年至1922稱為沃爾霍夫號潛艇母艦（羅馬化：Volkhov），是一艘在俄羅斯海軍黑海艦隊服役的潛艇救援船，曾為潛艇母艦。公社號為一艘雙殼雙體船，於1912年11月在聖彼得堡的普蒂洛夫公司（現為基洛夫工廠）以沃爾霍夫號的名稱建造。該船於次年下水，並於1915年7月14日開始服役。沃爾霍夫號於1922年12月31日更名為公社號。
公社號在1917年俄國革命和兩次世界大戰期間曾在俄羅斯帝國海軍、蘇俄、蘇聯海軍服役，目前其仍在俄羅斯海軍服役。公社號是俄羅斯海軍最古老的艦船，也是世界上實際服役和執行戰鬥任務的最古老艦船。

## 歷史

### 沃爾霍夫號

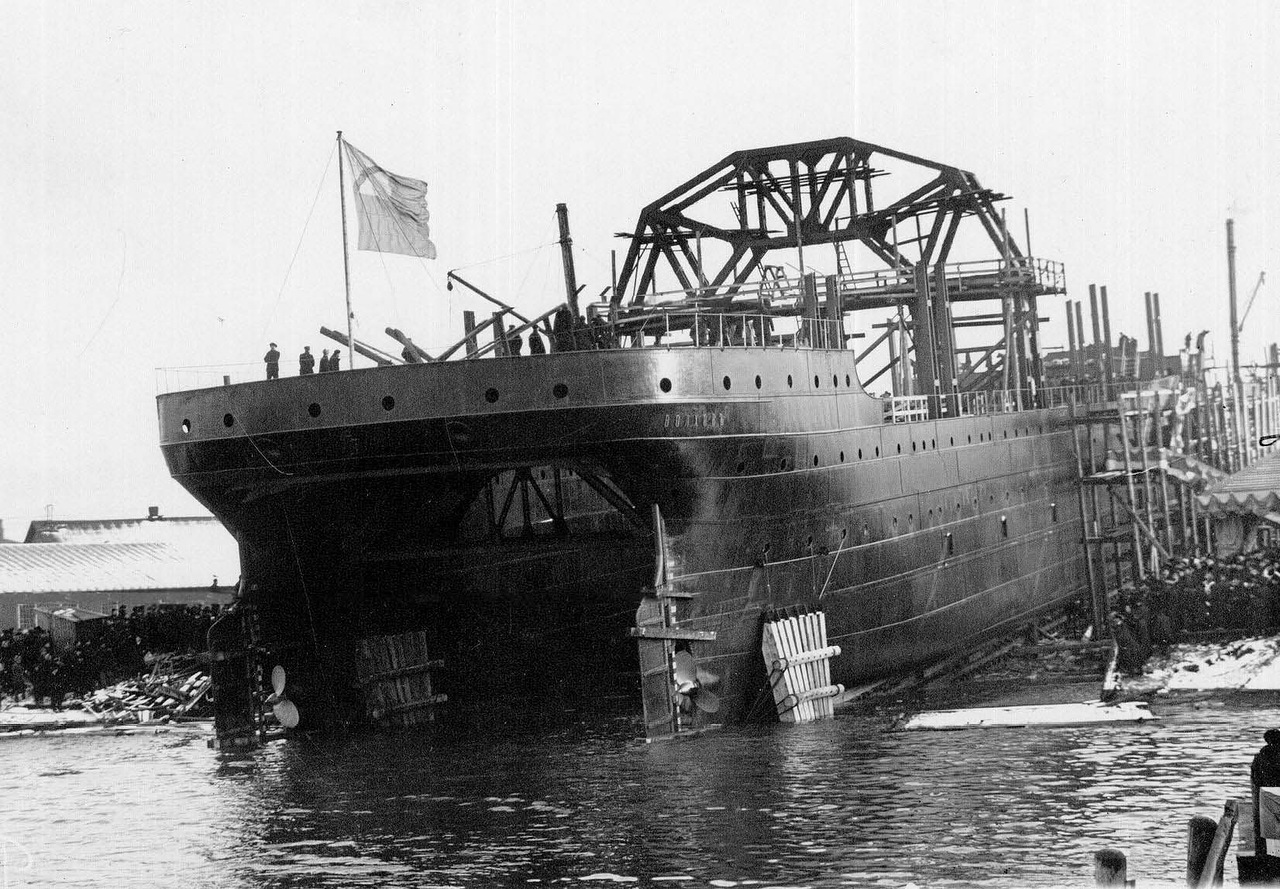
1913年11月17日，沃爾霍夫號在普提洛夫造船廠下水

1909年6月，俄羅斯西伯利亞艦隊鯔魚號潛艇指揮官瓦西里·梅爾庫紹夫海軍上校提出為潛艇艇員的需要建造一艘專業救援打撈船的想法，其提議以德意志帝國海軍火神號打撈船為原型開發。建議獲俄羅斯帝國海軍總參謀部接納，建造該船的合同由普蒂洛夫公司贏得，該公司於1911年12月30日收到造船總局的第3559號命令，並於1912年5月5日簽訂建造合同。該船於1912年11月12日在海軍建築師N·V·萊斯尼科娃的監督下建造。1913年11月17日，俄羅斯皇帝尼古拉二世三女瑪麗亞·尼古拉耶芙娜女大公為該船主持下水禮，成為該船的擔保人，並以紀念《聖經》中之賢士為名的沃爾霍夫河，命名該船為沃爾霍夫號。此後，瑪麗亞公主的肖像便一直在船上的病房懸掛，直至現在。沃爾霍夫號於1915年7月15日在波羅的海艦隊服役。
一些消息來源聲稱，沃爾霍夫號在建造過程中使用了一種特殊的可鍛造船鋼，綽號「普蒂洛夫鋼」，據稱其製造方法隨後失傳，並且由於這種鋼，即使該船在下水一百年後，船體結構依舊狀況良好。據俄羅斯國家海軍檔案館的專家稱，這些傳言毫無根據。沃爾霍夫號的建造過程中使用了當時的標準西門子－馬丁鋼（現代慣稱為平爐鋼，而這種鑄鋼工藝是由卡爾·威廉·西門子和皮埃爾-埃米爾·馬丁發明的）。俄羅斯航太專家進行研究發現，沃爾霍夫號船體鋼材的高防腐性能很可能是在造船過程中通過發藍而獲得的。
沃爾霍夫號的第一個母港位於塔林，其被用作潛艇母艦，運送多達10枚備用魚雷、50噸燃料，還提供可容納多達60名潛艇艇員的船艙。其為俄羅斯潛艇以及英國E級潛艇和C級潛艇提供服務。

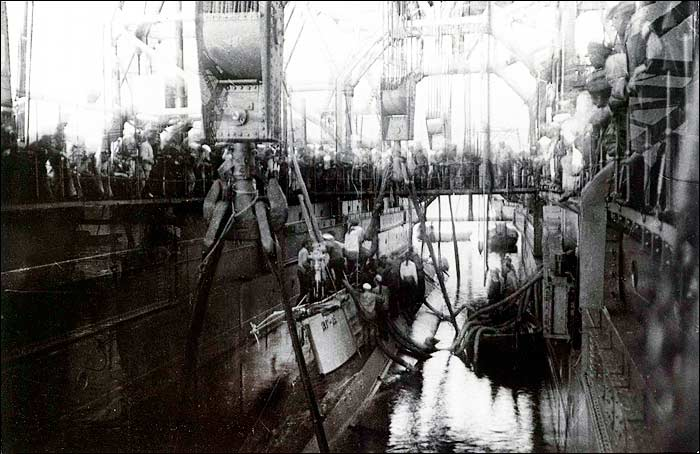
沃爾霍夫號成功打撈AG-15號潛艇

沃爾霍夫號在1917年夏天首次出動，成功打撈了在奧蘭島沉沒的俄羅斯帝國海軍美國荷蘭級潛艇AG-15號潛艇。這一事件被海景畫家阿列克謝·諾維科夫-普里博伊所著的《潛艇》收錄，其中以「聖人」來描述沃爾霍夫號：
……「聖人」要去某個地方。這是一艘雙船，從遠處看類似於一座有兩隻公牛的鐵橋。它擁有強大的水下起重機。它僅在戰爭期間才現身於光天化日之下，專門用於拯救死去的潛艇。「聖人」進入了一場大突襲並繼續前進。我用眼睛跟隨著它，腦海裏浮現出一個沉悶的猜測，許是海中的某個地方發生了不幸。——阿列克謝·西里奇·諾維科夫-普里博伊 《潛艇》
1917年10月7日［儒略曆1917年9月24日］，俄羅斯帝國海軍酒吧級潛艇獨角獸號潛艇在航行事故中沉沒於海底13.5（44英尺）處，沃爾霍夫號成功將獨角獸號打撈。

### 公社號
從1917年底開始，沃爾霍夫號參加了俄國內戰，在蘇俄波羅的海艦隊的潛艇旅服役，於蘇聯成立後的1922年12月31日更名為公社號。在新名字之下，公社號繼續在波羅的海服役，其撲滅了蛇號潛艇的火災，並撈起了隼號艇和紅軍軍人號船。1928年中期，公社號將1919年6月沉沒在芬蘭灣的英國潛艇L55號潛艇從62（203英尺）的深度撈起，然後蘇聯海軍將L55號潛艇用作列寧涅茨級潛艇的原型。公社號繼續充當救援和修理船，還打撈過一艘拖船、一艘魚雷艇和一架墜毀的飛機。
1933年4月至6月，公社號打撈1931年5月22日失事的蘇聯海軍工人號潛艇，將其從80米深的海底撈起。公社號這一次打撈打破了當時的世界紀錄，是首次從80米的深度營救如此噸位的潛艇，而公社號原本設計的打撈深度只有55米。1935年7月25日，在一次訓練演習中，馬拉號戰艦與布爾什維克號潛艇相撞沉沒，公社號負責將之打撈。
在1941年6月納粹德國入侵蘇聯後，公社號以列寧格勒為母港，雖被轟炸損壞，但在整場圍城戰中繼續服役。1942年3月，公社號從拉多加湖打撈出4輛K-V坦克、2輛拖拉機和31輛汽車，這條冰路被稱為「生命之路」，是列寧格勒唯一的補給路線。同年，其還修理了六艘蘇聯M級潛艇，以及打撈舒卡411號潛艇、奥斯特拉號拖船、工作大篷車和水瓶座2號 ，以及其他幾艘船。1943年2月，公社號的船員被派往伏爾加河，在那裡他們找到了伊萬號拖船和一架伊爾-2攻擊機。1944年，公社號共打撈沉船14艘，共11767噸，修船34艘。圍城戰結束後，全體船員獲授予保衛列寧格勒獎章。戰後這艘船繼續服役，1954年公社號進行了改裝，發動機被更現代的荷蘭發動機取代。1956年11月，其找到M-200號潛艇，並於1957年10月打撈了M-256號潛艇。
1967年，公社號從波羅的海航行到黑海，耗資1100萬盧布改裝以搭載潛水器。1974年，公社號配備了一艘搜索2型AS-6潛水器，並於1974年12月15日創下了2,026（6,647英尺）深度的記錄。1977年，公社號用於搜尋在1,700（5,600英尺）深，在高加索地區墜毀並沉沒的蘇-24戰鬥轟炸機。1984年，公社號打算擱置並轉移到俄羅斯科學院。然而，該轉移被取消了，其被徹底清空，在返回海軍服役之前進行徹底的改裝。1999年，公社號從「打撈船」重新指定為「救援船」。
2009年10月，公社號收到了英國製造的潛艇救援潛水器「惹火加」，能夠在1,000（3,300英尺）的深度下作業。自2012年1月起，公社號成為駐紮在塞瓦斯托波爾的黑海艦隊救援船支隊的成員。
2022年俄羅斯入侵烏克蘭期間，2022年4月，公社號在莫斯科號飛彈巡洋艦沉沒後部署事故水域。莫斯科號距烏克蘭敖德薩海岸80英里（130）處沉沒，水深45至50（148至164英尺）。莫斯科號是一體沉沒的，因此將其撈出水面不可行。據報導，公社號將協助回收外國勢力可能感興趣的武器、屍體和其他敏感材料。
根據烏克蘭的消息來源指，2024年4月21日，他們使用一枚海王星導彈擊中該船，當時公社號正停泊在塞瓦斯托波爾。其時俄羅斯已將大部分船隻移出塞瓦斯托波爾，停泊在超出烏克蘭的導彈射程的範圍，而公社號是少數仍然留在塞瓦斯托波爾的俄羅斯海軍船舶之一。